# 罗斯 (德国)
罗斯是德国莱茵兰-普法尔茨州的一个市镇。总面积6.74平方公里，总人口509人，其中男性257人，女性252人（2011年12月31日），人口密度76人/平方公里。